# Estação Sörnäinen

Sörnäinen é uma estação das 16 estações da linha única do Metro de Helsínquia.
| Oeste ou norte               |  |        |  | Leste ou Sul                  |
| ---------------------------- |  | ------ |  | ----------------------------- |
| Hakaniemi sentido Kivenlahti |  | M1 (d) |  | Kalasatama sentido Vuosaari   |
| Hakaniemi sentido Tapiola    |  | M2 (d) |  | Kalasatama sentido Mellunmäki |
| editar no Wikidata           |  |        |  |                               |